# Kotschya coalescens
Kotschya coalescens är en ärtväxtart som beskrevs av Jeanine Dewit och Paul Auguste Duvigneaud. Kotschya coalescens ingår i släktet Kotschya och familjen ärtväxter. Inga underarter finns listade i Catalogue of Life.